# Heinerscheid
Heinerscheid é uma vila de Luxemburgo, pertence à comuna de Clervaux.
Obtinha o estatuto de comuna, até ser incorporado por Clervaux em 2009.

## Demografia
Dados do censo de 15 de fevereiro de 2001:
- população total: 949
  - homens: 486
  - mulheres: 463
- densidade: 27,92 hab./km²
- distribuição por nacionalidade:

| Nacionalidade  | População | %      |
| -------------- | --------- | ------ |
| luxemburgueses | 804       | 84,72% |
| estrangeiros   | 145       | 15,28% |
| - portugueses  | 40        | 4,21%  |
| - franceses    | 7         | 0,74%  |
| - italianos    | 1         | 0,11%  |
| - belgas       | 37        | 3,90%  |
| - alemães      | 19        | 2,00%  |
| - iuguslavos   | 24        | 2,53%  |
| - outros       | 17        | 1,79%  |

- Crescimento populacional:

| Ano        | População |
| ---------- | --------- |
| 15/02/2001 | 949       |
| 01/01/2002 | 983       |
| 01/01/2003 | 1.005     |
| 01/01/2004 | 1.036     |
| 01/01/2005 | 1.056     |